# Liste des évêques de Lérida
Pour un article plus général, voir Diocèse de Lérida.
La liste des évêques de Lérida recense les noms des évêques qui se sont succédé à la tête du diocèse de Lérida en Catalogne depuis sa fondation au IIIe siècle. 

## 200-299
- Itxió 203
- Sant Filó 227
- Joan 230
- Pere 258
- Màrius Seli 259
- Sant Lleïr 268-311

## 300-399
- Diperdió 313
- Amili 380

## 400-499
- Prudenci 400
- Atanasi 413
- Saguici 413
- Jacobo 419
- Seberí 460

## 500-599
- Fortunat 517
- Pere 519
- Andreu 540
- Februari 546
- Polibi 589
- Julià 592
- Ameli 599

## 600-699
- Gomarel 614
- Fructuós 633
- Gandeleno 653
- Eusend 683

## 700-799
- Esteve 714
- Sant Medard 788

## 800-899
- Jacobo 842
- Adulf 887-922

## 900-999
- Ató 923-955
- Odisend 955-975
- Aimeric 988-991
- Jacobo 996

## 1000-1099
- Aimeric II 1006-1015
- Borrell 1017-1019
- Arnulf 1023-1067
- Salomó, osb 1068-1075
- Arnulf II 1075-1076
- Pere Ramon Dalmaci 1076-1094
- Llop 1094-1097
- Ponç, osb 1097-1104

## 1100-1199
- San Ramon de Roda 1104-1126
- Esteve 1126
- Pere Guillem, osb 1126-1134
- Ramire II d'Aragon, osb 1134
- Gaufrid, osb 1135-1143 (dernier évêque de Barbastro-Roda)
- Guillem Pérez de Ravitats (es) 1143 - † 17 déc. 1176 (premier évêque de Lérida en 1147)
- Bérenger de Barcelone 1177-1191
- Gombau de Camporrells (es) 1191-1205

## 1200-1299
- Berenguer d'Erill 1205-1235
- Pere d'Albalat 1236-1238
- Ramon de Siscar, oc 1238-1247
- Guillem de Barberà, oc 1248-1255
- Berenguer de Peralta, op 1256
- Guillem de Moncada 1257-1278
- G. Bernáldez de Fluvià 1282-1286
- Gerald de Andria 1290-1298
- Pere del Rei 1299-1308

## 1300-1399
- Ponç d'Aguinaliu 1308-1313
- Guillem d'Aranyó, op 1314-1321
- Ponç de Vilamur 1322-1324
- Ramon d'Avinyó 1324-1327
- Arnau de Cescomes 1327-1334
- Ferrer de Colom 1334-1240
- Jaume Sitjó 1341-1348
- Esteve Mulceo 1348-1360
- Romeu de Sescomes 1361-1380. (Président de la Generalitat de Catalunya) (1375)
- Ramon 1380-1386
- Guerau de Requesens 1387-1399
- Pere de Santcliment 1399-1403

## 1400-1499
- Joan Bauphes 1403
- Pere Sagarriga 1404-1407
- Pere de Cardona 1407-1411
- Domènec Ram i Lanaja 1415-1434. (Président de la Generalitat de Catalunya)(1428)
- García Aznárez de Añón 1435-1449
- Antonio Cerdà i Lloscos 1449-1459
- Lluís Joan de Milà 1461-1510

## 1500-1599
- Joan d'Énguera 1510-1516
- Jaume Conchillos, 1516-1542
- Martí Valero 1542
- Ferran Loaces 1543-1553
- Joan Arias 1553-1554
- Miquel Despuig 1556-1559
- Antonio Agustín 1561-1576
- M. Thomas de Taxaquet 1577-1578
- Carles Doménech 1580-1581
- Benito Toco, osb 1583-1585
- Gaspar Joan de la Figuera 1585-1586
- Joan Martínez de Villatoriel 1586-1591
- Pere de Aragón 1592-1597
- Francesc Virgili 1599-1620

## 1600-1699
- Pere Antón Serra 1621-1633
- Antoni Pérez, osb 1633
- Pere  de Magarola 1634
- B.Caballero de Paredes 1635-1642
- Pere de Santiago, osa. 1644-1650
- Miquel de Escartín 1656-1664
- Braulio Sunyer 1664-1667
- Josep Ninot 1668-1673
- Jaume Copons 1673-1680
- Francesc Berardo 1680-1681
- Miquel Jeroni de Molina 1682-1698
- Joan de Santa M. Alonso 1699-1700

## 1700-1799
- Fr. de Solís, om 1701-1714
- Francesc Olasso Hipenza 1714-1735
- Gregorio Galindo 1736-1756
- Manel Macías Pedrejón 1757-1770
- J.A.Sánchez Ferragudo 1771-1783
- Jeroni M. de Torres 1783-1816

## 1800-1899
- Manel de Villar 1816-1817
- Remigi Lasanta Ortega 1818
- Simó A. de Rentería Reyes 1819-1824
- Pau Colmenares, osb 1824-1832
- Julià Alonso i Vecino 1833-1844
- Josep D.Costa i Borràs 1848-1850
- Pere Cirilo Uriz i Labaury 1850-1861
- Marià Puigllat i Amigó 1861-1870
- Tomàs Costa i Fornaguera 1875-1889
- Josep Meseguer i Costa 1889-1905

## 1900-1999
- Joan A. Ruano i Martín 1905-1914
- Josep Miralles Sbert 1914-1925
- Manuel Irurita Almándoz 1926-1930
- Salvi Huix Miralpeix 1935-1936
- Manuel Moll i Salord aa 1938-1943
- Joan Villar i Sanz 1943-1947
- Aurelio del Pino Gómez 1947-1967
- Ramón Malla Call 1968-1999
- Francesc Xavier Ciuraneta Aymí 1999-2007

## 2000-
- Juan Piris Frígola 2008-2015
- Salvador Giménez Valls (es) 2015-2025
- Daniel Palau Valero 2025-...